# Samba-batido
La samba-batido (litt. « samba battue ») est un ancien terme utilisé à Bahia pour désigner le batuque, que l'on appelle à Rio de Janeiro « batucada »,.